# Nova Guarita
Nova Guarita este un oraș în Mato Grosso (MT), Brazilia.